# Адолф I фон Глайхен-Тона
Адолф I фон Глайхен-Тона (на немски: Adolph I von Gleichen-Tonna; † 1 октомври или 6 октомври 1456 в Прусия) е граф на Глайхен-Тона.

## Произход
Той е син на граф Ернст VII фон Глайхен-Тона († 1414) и втората му съпруга Елизабет фон Валдек († 1423), вдовица на граф Херман III фон Еберщайн († 1393/1395), дъщеря на граф Хайнрих VI фон Валдек 'Железния' († 1397) и Елизабет фон Юлих-Берг († сл. 1388).
Полубратята му Фридрих и Ервин IV фон Глайхен са убити на 15 юни 1426 г. в битката при Аусиг. Сестра му Анна фон Глайхен († 1435) е омъжена 1431 г. за граф Фолрад II фон Мансфелд († 1450).

## Фамилия
Адолф I фон Глайхен-Тона се жени 1434 г. за Агнес фон Хонщайн-Келбра-Хелдрунген († сл. 1458), вдовица на граф Фридрих XV фон Байхлинген († 12 юни 1426 в битката при Аусиг), дъщеря на Хайнрих VI (IX) фон Хонщайн-Келбра († 1455) и Маргарета фон Вайнсберг (†сл. 1432). Те имат една дъщеря:
- Анна фон Глайхен-Тона († 22 март 1481), омъжена пр. 22 февруари 1451 г. за Бруно VI фон Кверфурт († 26 февруари 1496)